# یحیی زنگنه
یحیی‌خان زنگنه معروف به سالار اشرف از ملاکین و سیاستمداران ایرانی بود، که در دوره پنجم بعنوان نماینده کرمانشاه و در دوره ششم بعنوان نماینده خرم‌آباد در مجلس شورای ملی حضور داشت.